# Congregacions de l'Orde de Sant Benet
Els monestirs de l'Orde de Sant Benet són canònicament autònoms, governats per un abat independent del bisbe corresponent al lloc. Els priorats, governats per un prior, depenen d'una abadia, generalment la que l'ha fundat o poblat.
Per facilitar la unitat de l'orde, els monestirs poden agrupar-se en federacions o congregacions, governades per un abat president. Dintre de cada congregació, els monestirs continuen essent autònoms, però els abats de cada comunitat es reuneixen periòdicament en capítols per discutir i acordar assumptes diversos i un monjo visitador les visita periòdicament per resoldre les qüestions que pugui haver-hi.
En 1893, Lleó XIII va agrupar els monestirs benedictins que no pertanyien a cap congregació en una confederació presidida per un abat primat, elegit per dotze anys pels altres i que resideix a l'abadia de Sant'Anselmo de Roma.
Actualment l'orde té vint congregacions (entre parèntesis, l'any de la fundació):
- Congregacions històriques (segles XI-XIV), nascudes com a ordes religiosos monàstics diferenciats que seguien la Regla de Sant Benet amb particularitats diverses (habitualment, més rigor i èmfasi en la vida solitària i eremítica) i que amb el temps es convertiren en congregacions de l'orde, conservant en algun cas algunes de les particularitats (reglament o hàbit diferents, etc.): 
- Congregació Camaldulesa de l'Orde de Sant Benet, nascuda com a Orde de la Camàldula (980);
- Congregació Benedictina Vallombrosana o de Vallombrosa, nascuda com a Orde de Vallombrosa (1039);
- Congregació Benedictina Silvestrina, nascuda com a Orde dels Silvestrins o Orde de Montefano (1231);
- Congregació Benedictina Olivetana o de Monte Oliveto, nascuda com a Orde de Monte Oliveto (1313);

- Congregacions formades com a agrupacions de monestirs d'una àrea geogràfica (segles XIV-XVII):
- Congregació Benedictina d'Anglaterra (1336);
- Congregació Benedictina d'Hongria (1500);
- Congregació Benedictina de Suïssa (1602);
- Congregació Benedictina d'Àustria (1625);
- Congregació Benedictina de Baviera (1684);
- Congregació Benedictina del Brasil (1827);

- Congregacions formades a partir del segle xix per agrupar monestirs d'una àrea o amb unes maneres de fer similars, independentment d'on fossin:
- Congregació Benedictina de Solesmes (1837);
- Congregació Benedictina Americana Cassinesa (1855);
- Congregació Benedictina de Beuron (1868);
- Congregació Benedictina Helvetoamericana (1881);
- Congregació Benedictina de Santa Otília (1884);
- Congregació Benedictina de l'Anunciació (1920);
- Congregació Benedictina Eslava (1945);
- Congregació Benedictina de la Santa Creu del Con Sud (1970);
- Congregació Benedictina de Subiaco-Montecassino (2013), que inclou el Monestir de Santa Maria de Montserrat.

En començar 2005 la confederació de congregacions tenia 349 abadies i priorats i 7.876 monjos, 4.350 dels quals eren preveres.

## Congregacions històriques desaparegudes
Algunes de les congregacions, sobretot les més antigues que nasqueren com a ordes diferenciats, s'han extingit o han estat suprimides o integrades en altres federacions; les més importants han estat:
- Congregació Benedictina Cluniacenca o Orde de Cluny (931-1791, tot i que la seva influència comença a decaure al segle xii);
- Congregació Camaldulesa de Fonte Avellana o Orde de Fonte Avellana (ca. 1034-1569), integrada a l'Orde Camaldulès;
- Congregació de Cava o Orde de Cava (ca. 1078-1497), integrada a la Congregació de Santa Justina de Pàdua;
- Congregació Benedictina de Fontevrault o Orde de Fontevrault (1100-1792), suprimida;
- Congregació de Tiron o Orde de Tiron (1109-1629), integrada a la Congregació de Sant Maur de l'orde benedictí;
- Congregació de Savigny o Orde de Savigny (1112-1147), integrada a l'Orde del Cister;
- Congregació Benedictina de Montevergine (1126-1879), integrada a la Congregació Benedictina Cassinesa;
- Congregació dels Eremites de Pulsano o Orde de Pulsano (1129-1476), extinta;
- Congregació dels Eremites de Sant Guillem o Congregació de Malavalle (fundada en 1185, però integrada en part a l'orde benedictí com a congregació cap al 1265)
- Congregació Benedictina dels Celestins o Orde de Sant Celestí (1254-1776 (a França) i 1810 (a Itàlia);
- Congregació Benedictina Portuguesa;
- Congregació Benedictina de Valladolid (1500-1835);
- Congregació Benedictina dels Sants Vitó i Hidulf o Congregació de Saint-Vanne (1598-1791);
- Congregació Benedictina de Sant Maur (1618-1790), suprimida, continuada en part per l'actual Congregació de Solesmes.
- Congregació Benedictina de Montecassino o Cassinesa (1408), integrada a la nova Congregació Benedictina de Subiaco-Montecassino.
- Congregació Benedictina de Subiaco o Sublancenca (1872), integrada a la nova Congregació Benedictina de Subiaco-Montecassino.

L'obligació de la clausura, que impedia les visites de superiors o els capitols generals, va fer que no es donessin congregacions de monestirs femenins. Així i tot, n'han existit algunes:
- Congregació Benedictina de les Serventes de Maria o Orde de les Santucce (ca. 1260), extinta a mitjan segle xvi, amb prop de 30 cases al centre d'Itàlia.
- Benedictines de la Mare de Déu del Calvari o Filles del Calvari, fundades en 1617 i amb diversos monestirs a França.